# Masakra w Będzinie
Masakra w Będzinie – pogrom ludności żydowskiej dokonany przez funkcjonariuszy SS i niemieckiej policji 9 września 1939 roku w Będzinie, w pierwszych dniach II wojny światowej.
Będzińska masakra była elementem szerszej kampanii terroru, której celem było sprowokowanie masowych ucieczek Żydów na tereny położone na wschód od linii Ribbentrop-Mołotow. Główną rolę w tej operacji odgrywała Einsatzgruppe zur besonderen Verwendung, dowodzona przez SS-Obergruppenführera Udo von Woyrscha. Wieczorem 9 września 1939 roku niemieccy esesmani i policjanci podpalili będzińską synagogę oraz wiele pobliskich domów. Do uciekających Żydów strzelano. Następnego dnia, pod fałszywym zarzutem podpalenia synagogi, rozstrzelano co najmniej 30 Żydów i Polaków. Łącznie ofiarą masakry mogło paść do kilkuset osób.

## Preludium
W przededniu II wojny światowej w Będzinie mieszkało około 25 tys. Żydów. Stanowili oni ponad 45% ludności miasta.
1 września 1939 roku nazistowskie Niemcy rozpoczęły zbrojną agresję przeciwko Polsce. Dwa dni później Będzin został zaatakowany przez Luftwaffe, jednak straty ludzkie i materialne okazały się niewielkie. Tymczasem przełamanie polskiego frontu pod Częstochową spowodowało, że już w nocy z 2 na 3 września Grupa Operacyjna „Śląsk” rozpoczęła odwrót za Przemszę, a następnie dalej na wschód. Na wieść o tym w Będzinie wybuchła panika. Pracownicy aparatu państwowego ewakuowali się lub uciekli na wschód; podobnie postąpiło wielu mieszkańców.
Niebronione miasta Zagłębia Dąbrowskiego zostały wkrótce zajęte przez Niemców. 4 września pułk SS „Germania” przez Mysłowice wkroczył do Sosnowca, po czym jeszcze tego samego popołudnia, bez walki, zajął Będzin. Pierwszym komendantem wojskowym miasta został por. Sigmund.
Z niemieckich raportów wynika, że oddziały wkraczające do Zagłębia wzięły znaczną liczbę zakładników. Uzasadniano to faktem, że region ten zamieszkiwała duża liczba Żydów. W Będzinie 5 września zatrzymano 22 osoby narodowości polskiej i żydowskiej. Początkowo zakładników więziono w gmachu starostwa, w którym ulokowała się niemiecka komendantura wojskowa. Następnego dnia przeniesiono ich do miejscowych koszar. Zakładnicy byli tam zmuszani do ciężkiej pracy, ostatecznie jednak zwolniono ich po kilku dniach.

## Masakra

### Przyczyny
W czasie krótkotrwałych walk na Górnym Śląsku i w Zagłębiu Dąbrowskim regularne oddziały Wojska Polskiego były wspierane przez ochotnicze formacje samoobrony. Wydarzenia te wzbudziły niepokój w dowództwie Wehrmachtu, które interpretowało je jako początek „polskiego powstania”. 3 września 1939 roku, pod wpływem alarmistycznych meldunków wojska, Reichsführer-SS Heinrich Himmler wydał rozkaz utworzenia nowej grupy operacyjnej SD i policji bezpieczeństwa: tzw. Einsatzgruppe zur besonderen Verwendung (pol. „grupa operacyjna do zadań specjalnych”). Jej dowódcą mianowano SS-Obergruppenführera Udo von Woyrscha. Wraz z tą formacją na Górny Śląsk skierowano również dodatkowe bataliony Ordnungspolizei. Zadaniem Einsatzgruppe z.b.V. i pozostałych sił policyjnych miało być „radykalne stłumienie wszystkimi dostępnymi środkami tlącego się polskiego powstania na okupowanych terenach Górnego Śląska”.
Wkrótce okazało się, że raporty Wehrmachtu o „polskich powstańcach” były znacznie przesadzone. Nowym celem Einsatzgruppe z.b.V. stała się więc ludność żydowska. Nazistowscy przywódcy z niepokojem obserwowali bowiem fakt, że w wyniku okupacji zachodniej i centralnej Polski liczba Żydów znajdujących się pod niemieckim panowaniem wzrośnie o prawie 2 miliony. Już na początku drugiego tygodnia września SS-Gruppenführer Reinhard Heydrich zaproponował wysiedlenie polskich Żydów na tereny, które zgodnie z zapisami układu Ribbentrop-Mołotow miały się znaleźć pod okupacją ZSRR. Plan ten został najprawdopodobniej zaakceptowany przez naczelne dowództwo Wehrmachtu. Świadczyć może o tym dyrektywa z 12 września 1939 roku, skierowana przez płk. Eduarda Wagnera, szefa sztabu generalnego kwatermistrza w Oberkommando des Heeres, do dowództwa Grupy Armii „Południe”, zawierająca rozkaz „wywiezienia za San” wszystkich Żydów z polskiej części Górnego Śląska.
Aby przyspieszyć masowy exodus ludności żydowskiej do strefy sowieckiej, Niemcy rozpoczęli brutalne pogromy i wysiedlenia. Kluczową rolę w tej akcji odgrywała Einsatzgruppe z.b.V. Już 7 września Himmler pisemnie upoważnił jej dowódcę do przeprowadzania masowych egzekucji. Metody stosowane przez Einsatzgruppe z.b.V. wywołały nawet pewne zaniepokojenie Wehrmachtu; w jednym z raportów Abwehry odnotowano, że „Einsatzkommando [Woyrscha] sieje spustoszenie”. Jedna z pierwszych masakr miała miejsce w Będzinie.

### Przebieg

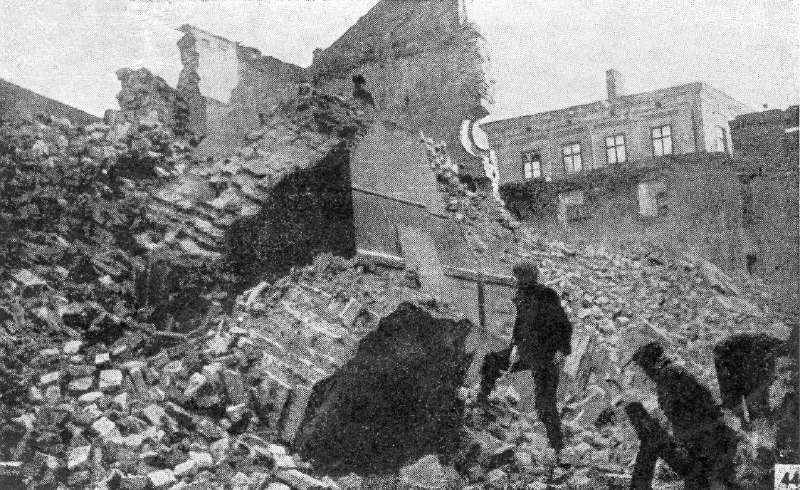
Ruiny spalonej synagogi w Będzinie

W datowanym na 9 września raporcie dziennym referatu specjalnego Unternehmen „Tannenberg” odnotowano, że dwa dni wcześniej w Będzinie „przeprowadzono akcję przeciwko Żydom, którzy ukrywali artykuły pierwszej potrzeby, podnosili ceny i gromadzili srebrne monety”. Z kolei polskie źródła informują, że 8 września niemieccy żołnierze aresztowali i rozstrzelali dwóch będzińskich Żydów – piekarzy Katza i Wernera – oskarżonych o podniesienie ceny chleba. Rozstrzelano również Polaka nazwiskiem Stawski, któremu zarzucono kradzież. Do obserwowania egzekucji zmuszono kilku wcześniej zatrzymanych zakładników.
9 września w godzinach wieczornych Niemcy otoczyli kordonem rejon ulic Plebańskiej, Browarnej, Podzamcze i Kołłątaja. Podpalili synagogę, w której trwało w tym czasie nabożeństwo szabasowe, a także wiele okolicznych domów. Według relacji świadków użyto w tym celu miotaczy płomieni. Niemcy mieli także wrzucać do budynków granaty i butelki zapalające. Przybyłym strażakom zabroniono gasić synagogę i żydowskie domy; pozwolono im jedynie ugasić pożar dwóch budynków zamieszkanych przez katolików. Komendant Ochotniczej Straży Pożarnej w Będzinie szacował w swoich powojennych zeznaniach, że obok synagogi spłonęło tej nocy 26 domów mieszkalnych.
Podpaleniom towarzyszyły morderstwa. Niemcy nie wchodzili do mieszkań ani piwnic, zabijali jednak osoby napotkane na ulicach lub uciekające z płonących budynków. Zastrzelili m.in. kilku ortodoksyjnych Żydów, którzy usiłowali wynieść rodały i księgi religijne z płonącej synagogi. Jeden ze świadków odnotował, że pewnego 16-letniego chłopca utopiono w beczce z rozgrzaną smołą.
Dokładna liczba ofiar nie jest znana. Według najbardziej ostrożnych szacunków zamordowano tej nocy kilkadziesiąt osób. Szymon Datner podawał, że zginęło „co najmniej 46 Żydów”, z czego dwudziestu trzech udało się zidentyfikować. Maria Wardzyńska wskazuje natomiast liczbę około 100 ofiar. Jeden ze świadków oszacował liczbę zamordowanych na 150 osób. Autorzy opracowań Einsatzgruppen w Polsce i Śladami Żydów z Zagłębia Dąbrowskiego pisali o kilkuset ofiarach. Według innych źródeł, liczba zamordowanych miała oscylować między 200 a 800 osobami.
Rozmiary masakry mogłyby okazać się większe, gdyby nie postawa proboszcza parafii św. Trójcy, ks. Wincentego Mieczysława Zawadzkiego. Nie bacząc na osobiste ryzyko, otworzył on bramę w kościelnym murze, dzięki czemu wielu Żydów zdołało uciec na pobliską Górę Zamkową. Uciekinierzy ukryli się na terenie nowego cmentarza żydowskiego, gdzie spędzili całą noc.
Pomoc Żydom rannym podczas masakry niósł – mimo niemieckich zakazów – ordynator szpitala miejskiego, Tadeusz Kosibowicz.

## Epilog

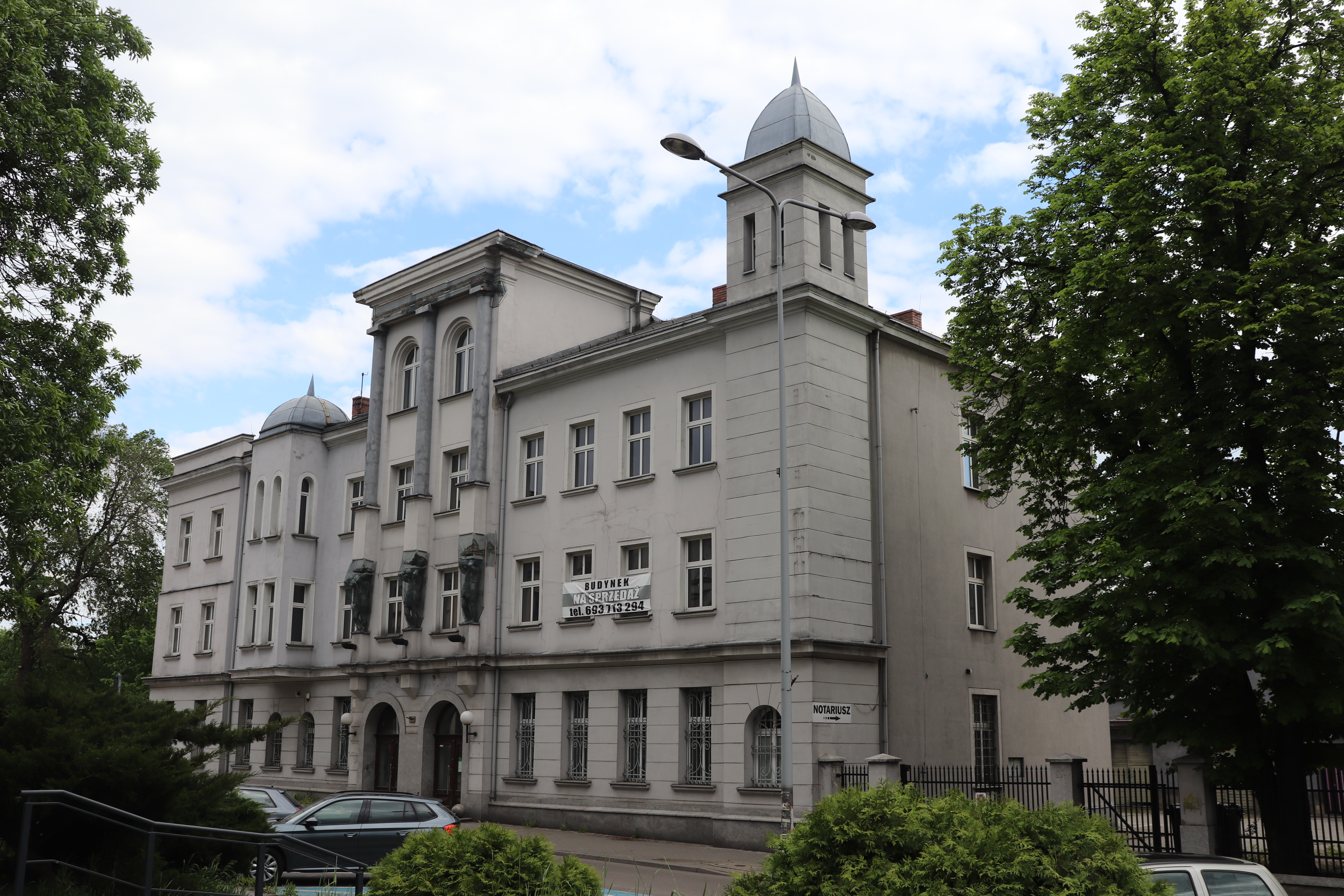
Gmach dawnego starostwa przy ul. Sączewskiego 17 w Będzinie (2022). Na jego dziedzińcu rozstrzelano więźniów fałszywie oskarżonych o podpalenie dzielnicy żydowskiej

Jeszcze tej samej nocy w Będzinie aresztowano co najmniej 30 mężczyzn. Byli to Żydzi i Polacy, w większości mieszkańcy domów przy ulicach Piłsudskiego i Okrzei. Zostali fałszywie oskarżeni przez Niemców o podpalenie synagogi i pobliskich domów. Wszystkich rozstrzelano na dziedzińcu starostwa, w pobliżu garaży. Na rozkaz Niemców wszystkie ofiary tej egzekucji – bez względu na wyznanie – zostały pogrzebane na cmentarzu katolickim w Będzinie.
Dopiero 10 września o godzinie 5:00 polskim strażakom pozwolono przystąpić do gaszenia pożarów w dzielnicy żydowskiej. Zwłoki ofiar zamordowanych podczas nocnej masakry pogrzebano na cmentarzu żydowskim w Czeladzi.
W pierwszej dekadzie września Einsatzgruppe z.b.V. oraz inne niemieckie formacje dopuściły się szeregu zbrodni na Żydach także w innych miejscowościach Górnego Śląska, Zagłębia Dąbrowskiego i zachodniej Małopolski – w tym w okolicach Sławkowa (98 ofiar), w Żarkach (102 ofiary, w tym około 90 Żydów) oraz w Trzebini (50 ofiar). 8 września funkcjonariusze Einsatzgruppe z.b.V. spalili Synagogę Wielką w Katowicach. Dwa dni później dowodzone przez Woyrscha jednostki SS i Ordnungspolizei wyruszyły nad San, gdzie kontynuowały masakry i wysiedlenia Żydów.
Tymczasem od pierwszych dni okupacji władze niemieckie wydawały zarządzenia, które miały na celu wykluczenie będzińskich Żydów z życia gospodarczego oraz ich odizolowanie od reszty społeczeństwa. Z początkiem 1940 roku przystąpiono do usuwania Żydów z centrum miasta i przesiedlania ich do wyznaczonych kwartałów. Powierzchnia tych ostatnich była stopniowo zmniejszana. W maju 1942 roku na obszarze wokół ulicy Modrzejowskiej i Starego Rynku powstało getto (oficjalnie Judenviertel – „dzielnica żydowska”) o charakterze otwartym. W tym samym miesiącu przeprowadzono pierwszą deportację będzińskich Żydów do obozu zagłady Auschwitz-Birkenau. W październiku tegoż roku rozpoczęto przesiedlenie wszystkich Żydów do dwóch ubogich dzielnic na przedmieściach Będzina – Kamionki i Małej Środuli. Proces ten trwał do połowy marca 1943 roku. W sierpniu 1942 roku oraz w maju i czerwcu 1943 roku miały miejsce kolejne deportacje do Auschwitz. 1 sierpnia 1943 roku Niemcy przystąpili do ostatecznej likwidacji będzińskiego getta. Członkowie miejscowych struktur Żydowskiej Organizacji Bojowej stawili wówczas zbrojny opór, który hitlerowcy zdołali złamać dopiero po kilku dniach.
W 2006 roku izraelski instytut Jad Waszem pośmiertnie odznaczył doktora Tadeusza Kosibowicza medalem „Sprawiedliwy wśród Narodów Świata”. Rok później to samo odznaczenie przyznano pośmiertnie ks. Wincentemu Mieczysławowi Zawadzkiemu.

## Upamiętnienie i odniesienia w kulturze

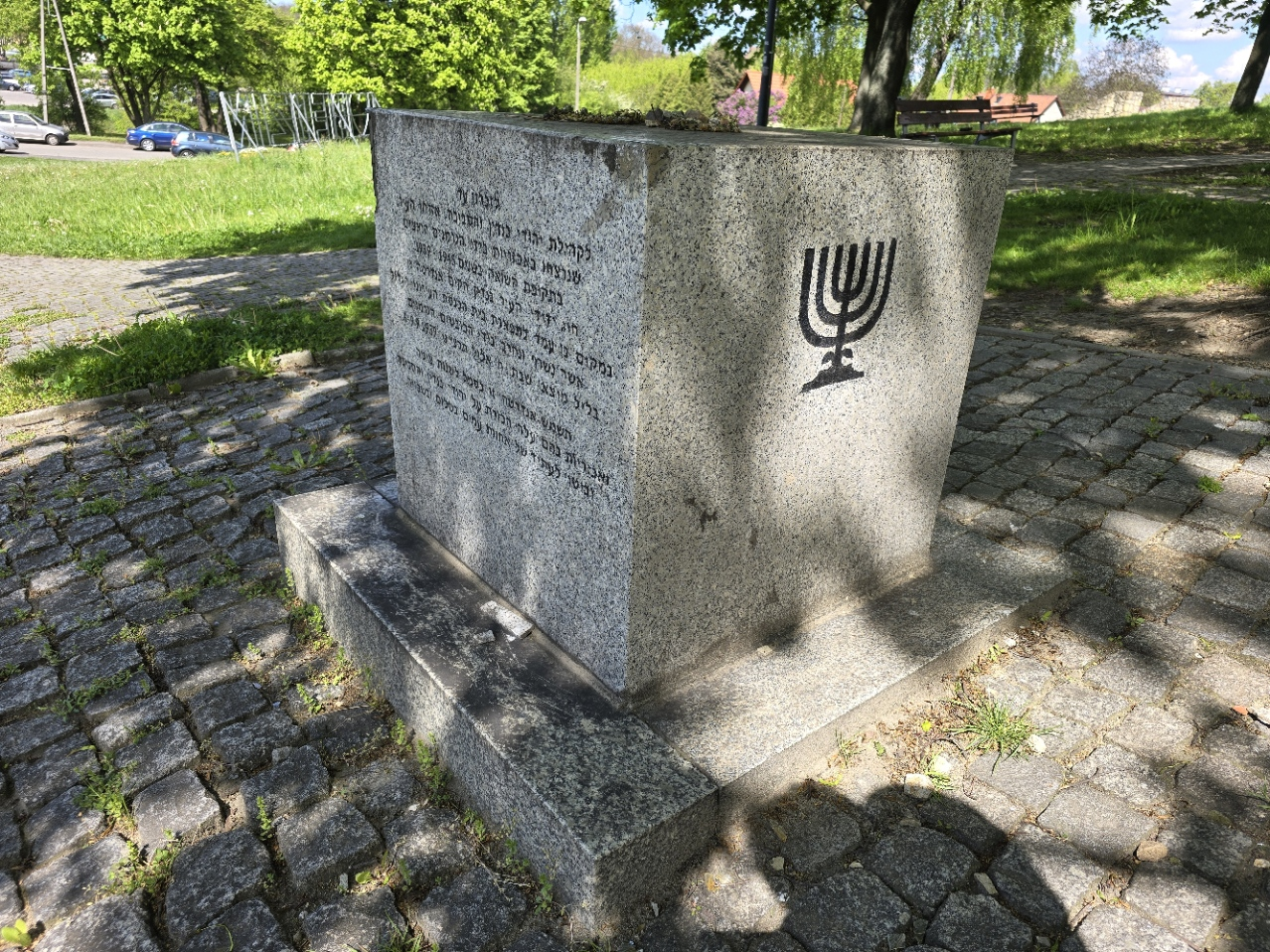
Obelisk ku czci będzińskich Żydów – ofiar Zagłady, odsłonięty w 1993 w miejscu spalonej synagogi

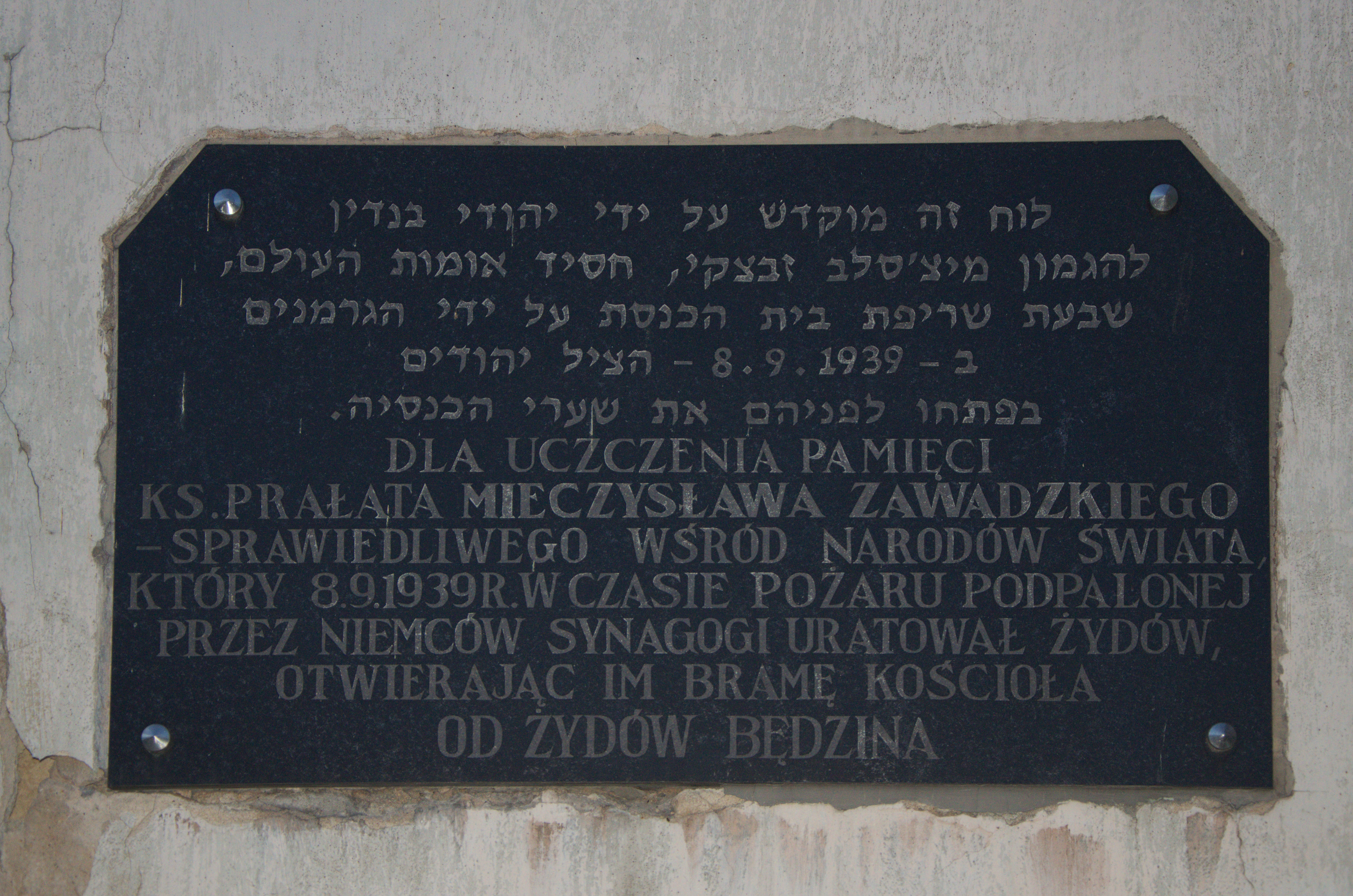
Tablica na murze kościoła św. Trójcy, upamiętniająca ks. Wincentego Mieczysława Zawadzkiego

W 1987 roku na murze budynku przy ul. Sączewskiego 17 w Będzinie, gdzie przed wojną mieściła się siedziba starostwa, zainstalowano tablicę upamiętniająca mężczyzn rozstrzelanych przez Niemców pod fałszywym zarzutem podpalenia będzińskiej synagogi. Widnieje na niej inskrypcja o treści:

Pamięci 40 obywateli będzińskich narodowości żydowskiej i polskiej zamordowanych przez hitlerowskich barbarzyńców 9 września 1939 r. na dziedzińcu dawnego starostwa.
Społeczeństwo miasta Będzina
1987

1 września 1993 roku, w miejscu, gdzie stała synagoga spalona przez Niemców, odsłonięto granitowy obelisk. Widnieje na nim inskrypcja w języku polskim i hebrajskim o treści:

Pamięci Żydów – obywateli miasta Będzina i okolic zamordowanych przez hitlerowców w okresie II wojny światowej. Towarzystwo Przyjaciół Będzina pomnik ten ufundowało na miejscu synagogi spalonej przez okupantów w nocy z 8 na 9 września 1939 r. Niech będzie on symbolem pamięci o tych tragicznych latach bezprawia, okrucieństwa i przemocy. Niech stanie się też symbolem odrodzenia i pojednania narodów wolnych, żyjących w pokoju i braterstwie.

Na murze kościoła św. Trójcy przy ul. Plebańskiej 2 w Będzinie znajduje się tablica upamiętniająca ks. Wincentego Mieczysława Zawadzkiego. Widnieje na niej inskrypcja w języku polskim i hebrajskim o treści:

Dla uczczenia pamięci ks. prałata Mieczysława Zawadzkiego – Sprawiedliwego Wśród Narodów Świata, który 8.09.1939 r. w czasie pożaru podpalonej przez Niemców synagogi uratował Żydów, otwierając im bramę kościoła.
Od Żydów Będzina.

Ofiarom masakry w Będzinie poświęcony jest wiersz Władysława Śliwonia pt. 8 września 1939 ze zbioru Tryptyk przemijania.

## Odpowiedzialność sprawców
W latach 1948–1950 przed Sądem Apelacyjnym w Katowicach na sesji wyjazdowej w Sosnowcu toczył się proces Karla Jenzena. Od 4 września 1939 roku był on kierownikiem wydziału policyjnego w starostwie będzińskim, a następnie generalnym powiernikiem (Treuhändlerem) żydowskich przedsiębiorstw tekstylnych w Będzinie. Postawiono mu zarzut m.in. udziału w podpalaniu domów oraz zamordowaniu co najmniej 29 osób podczas masakry 9 września 1939 roku. Wyrokiem z 7 lutego 1950 roku Jenzen został skazany na karę 9 lat pozbawienia wolności.
Udo von Woyrsch został skazany w 1948 roku na karę 20 lat więzienia za morderstwa popełnione podczas „nocy długich noży”. W 1952 roku został zwolniony z zakładu karnego, lecz już pięć lat później skazano go ponownie w tej samej sprawie, tym razem na 10 lat pozbawienia wolności. Zmarł w 1982 roku. Nigdy nie był sądzony za zbrodnie popełnione w Polsce we wrześniu 1939 roku.